# La Chaux-du-Milieu
Pour les articles homonymes, voir La Chaux.
La Chaux-du-Milieu est une commune suisse du canton de Neuchâtel, située dans la région Montagnes.

## Géographie
La Chaux-du-Milieu mesure 17,28 km2. 2,5 % de cette superficie correspond à des surfaces d'habitat ou d'infrastructure, 49,1 % à des surfaces agricoles, 48,3 % à des surfaces boisées et 0,2 % à des surfaces improductives.
| Le Cerneux-Péquignot |                    | Le Locle            |
|                      | La Chaux-du-Milieu |                     |
| La Brévine           |                    | Les Ponts-de-Martel |

## Population

### Gentilés
Les habitants de la commune se nomment les Chauliers.
Ceux du lieu-dit du Cachot se nomment les Cachotiers.

### Démographie
La Chaux-du-Milieu compte 489 habitants fin 2022. Sa densité de population atteint 28 hab./km2.
Le graphique suivant résume l'évolution de la population de La Chaux-du-Milieu entre 1850 et 2008 :